# David Needham
Pour les articles homonymes, voir Needham.
David Needham est un footballeur anglais né le 21 mai 1948 à Leicester. Il évoluait au poste de défenseur central.

## Biographie
David Needham commence sa carrière à Notts County en 1966.
En 1977, il rejoint le Queens Park Rangers et dispute ses premiers matchs de première division anglaise,.
Il est transféré à Nottingham Forest en 1977,.
Avec Nottingham Forest, il est sacré Champion d'Angleterre lors de la saison 1977-1978
Il dispute la Coupe des clubs champions lors de la saison 1978-1979. Needham joue quatre matchs durant la compétition : il inscrit un but contre l'AEK Athènes en huitièmes de finale, et joue les deux matchs de quart de finale ainsi que la demi-finale contre le FC Cologne. Le club remporte la compétition contre Malmö FF 1-0 mais Needham reste sur le banc,.
Lors de la campagne européenne 1979-1980, il joue le quart de finale retour contre le BFC Dynamo mais plus aucune rencontre ensuite. Nottingham Forest est à nouveau champion d'Europe en battant Hambourg en finale sur le score de 1-0.
En 1982, il quitte Nottingham Forest pour le Canada et le Blizzard de Toronto en 1982.
En 1983, Needham devient joueur du Kettering Town. Il raccroche les crampons en 1986.

## Palmarès
Nottingham Forestp
| - Championnat d'Angleterre (1) : - Champion : 1977-78. - Coupe de la Ligue anglaise (1) : - Vainqueur : 1978-79. |  | - Community Shield (1) : - Vainqueur : 1978. - Coupe des clubs champions (2) : - Vainqueur : 1979-80 et 1980-81. |